# Premier League de Suazilandia 2018-19
La Premier League de Suazilandia 2018-19 fue la edición 43 de la Premier League de Suazilandia. El Mbabane Swallows fue el campeón defensor.

## Equipos participantes
| Pos.   | Equipo               | Ciudad    | Estadio                   | Capacidad |
| ------ | -------------------- | --------- | ------------------------- | --------- |
| 1      | Mbabane Swallows     | Mbabane   | Estadio Nacional Somhlolo | 20000     |
| 2      | Young Buffaloes FC   | Mbabane   | Estadio Nacional Somhlolo | 20000     |
| 3      | Green Mamba          | Mbabane   | Estadio Nacional Somhlolo | 20000     |
| 4      | Manzini Wanderers    | Mbabane   | Estadio Nacional Somhlolo | 20000     |
| 5      | Mbabane Highlanders  | Mbabane   | Estadio Nacional Somhlolo | 20000     |
| 6      | Malanti Chiefs       | Mbabane   | Estadio Nacional Somhlolo | 20000     |
| 7      | Royal Leopards       | Nhlangano | KS II Memorial Park       | 2000      |
| 8      | Manzini Sundowns FC  | Mbabane   | Estadio Nacional Somhlolo | 20000     |
| 9      | Matsapha United FC   | Mbabane   | Simunye Park              | 10000     |
| 10     | Moneni Pirates FC    | Mbabane   | Estadio Nacional Somhlolo | 20000     |
| 11     | Tambuti FC           | Mbabane   | Simunye Park              | 10000     |
| 12     | Vovovo FC            | Mbabane   | Estadio Nacional Somhlolo | 20000     |
| 1 (SD) | Manzini Sea Birds FC | Mbabane   | Centro Deportivo Mavuso   | 5000      |
| 2 (SD) | Mbabane Citizens FC  | Mbabane   | Simunye Park              | 10000     |

## Tabla de posiciones
Actualizado el 8 de junio de 2019.
|  |     | Equipo                  |  | PJ | PG | PE | PP | GF | GC | DG  | Pts |
|  | --- | ----------------------- |  | -- | -- | -- | -- | -- | -- | --- | --- |
|  | 1.  | Green Mamba (C)         |  | 26 | 18 | 4  | 4  | 45 | 12 | +33 | 58  |
|  | 2.  | Royal Leopards          |  | 26 | 18 | 4  | 4  | 43 | 13 | +30 | 58  |
|  | 3.  | Young Buffaloes FC      |  | 26 | 13 | 9  | 4  | 39 | 19 | +20 | 48  |
|  | 4.  | Mbabane Swallows        |  | 26 | 13 | 7  | 6  | 32 | 19 | +13 | 46  |
|  | 5.  | Mbabane Highlanders     |  | 26 | 12 | 8  | 6  | 31 | 20 | +11 | 44  |
|  | 6.  | Manzini Sea Birds FC    |  | 26 | 10 | 4  | 12 | 34 | 34 | 0   | 34  |
|  | 7.  | Matsapha United FC      |  | 26 | 8  | 6  | 12 | 29 | 34 | -5  | 30  |
|  | 8.  | Malanti Chiefs          |  | 26 | 6  | 11 | 9  | 24 | 29 | -5  | 29  |
|  | 9.  | Moneni Pirates FC       |  | 26 | 6  | 8  | 11 | 23 | 34 | -11 | 27  |
|  | 10. | Manzini Wanderers       |  | 26 | 7  | 6  | 13 | 23 | 34 | -11 | 27  |
|  | 11. | Manzini Sundowns FC     |  | 26 | 6  | 9  | 11 | 17 | 34 | -17 | 27  |
|  | 12. | Tambuti FC              |  | 26 | 6  | 8  | 12 | 20 | 30 | -10 | 26  |
|  | 13. | Vovovo FC (D)           |  | 26 | 4  | 10 | 12 | 16 | 31 | -15 | 22  |
|  | 14. | Mbabane Citizens FC (D) |  | 26 | 2  | 11 | 13 | 17 | 50 | -33 | 17  |

|  | Campeón y Liga de Campeones de la CAF 2019-20.                             |
|  | Campeón de Copa de Suazilandia 2019 y Copa Confederación de la CAF 2019-20 |
|  | Descenso a Primera División 2019-20.                                       |